# Кабамба, Алексис
Алекси́с Кабамба́ (фр. Alexis Kabamba; родился 15 октября 2005) — французский футболист, вингер клуба «Олимпик Марсель B».

## Клубная карьера
Алексис начал заниматься футболом в возрасте  8 лет в местной команде «Рюэй-Мальмезон», откуда в 2018 году перешёл в АКББ. Проведя в новой команде 2 года, попал в академию «Реймса».

## Карьера в сборной
В апреле 2022 года Алексис был вызван в сборную Франции возрастом до 17 лет для участия в чемпионате Европы до 17 лет 2022 года. На групповом этапе Кабамба отличился голевой передачей в матче против Польши, поучаствовав в победе своей команды со счётом 6:1. Всего на том турнире Кабамба принял участие во всех матчах своей сборной, за исключением победного финала.

## Достижения
Сборная Франции (до 17 лет)
- Чемпион Европы до 17 лет: 2022